# Joan Baptista Giménez i March
Joan Baptista Giménez i March (Gandesa, 17 de setembre de 1960) és un polític català, diputat al Parlament de Catalunya en la IV i V legislatures.

## Biografia
Estudià a la Universitat de Saragossa, però treballà com a director comercial a una empresa manufacturera i després com a assessor del Conseller d'Ensenyament de la Generalitat de Catalunya.
De 1990 a 1995 fou president de la Jove Cambra de la Terra Alta i el 1996, del consell rector de l'Institut per al Desenvolupament de les Terres de l'Ebre. Militant d'Unió Democràtica de Catalunya, el 1991-1992 fou secretari general de la Unió de Joves i ha estat president de la Fundació pel Progrés del Món Rural.
Fou elegit diputat a les eleccions al Parlament de Catalunya de 1992. El febrer de 1998 però tornava a la cambra catalana fins al finiment de la V legislatura el 24 d'agost de 1999. Ha estat secretari de la Comissió de Seguiment del Procés d'Equiparació Dona-Home, de la Comissió sobre la Problemàtica del Tercer Món i de la Comissió de Política Cultural.